# Forăști (okręg Jassy)
Forăști – wieś w Rumunii, w okręgu Jassy, w gminie Gropnița. W 2011 roku liczyła 515 mieszkańców.